# Oyonnax Rugby
L'Union sportive Oyonnax rugby è una squadra francese di rugby a 15, fondata nel 1909, con sede a Oyonnax nel dipartimento dell'Ain (Rodano-Alpi).
Dal 2013 disputa il Top 14, dopo avere vinto nella precedente stagione 2012-13 il campionato Pro D2.

## Storia
La squadra venne fondata il 27 novembre 1909 assumendo allora la denominazione Club Sportif Oyonnaxien. Nel 1942, in seguito alla fusione con l'Avenir d'Oyonnax e il Club des Sports Ouvriers, nacque l'attuale Union Sportive Oyonnaxienne.
Il debutto nella massima serie del campionato francese avvenne durante la stagione 1967-68. Successivamente, dopo avere giocato per 5 stagioni consecutive nella massima serie, si registrarono una serie di risultati altalenanti all'interno delle divisioni minori del campionato francese. L'Oyonnax tornò nuovamente ai vertici del rugby francese vincendo la stagione 2012-13 del Pro D2 garantendosi così l'accesso per la prima volta al Top 14.

## Palmarès
- Campionato francese di rugby a 15 Pro D2: 1
2012-13
- Fédérale 1: 1
2000-01